# Méridasolängel
Méridasolängel (Heliangelus spencei) är en fågel i familjen kolibrier.

## Utbredning och systematik
Fågeln förekommer i Anderna i Mérida i norra Venezuela. Den betraktades tidigare som underart till ametiststrupig solängel.

## Status
Arten har ett stort utbredningsområde och beståndet anses vara stabilt. Internationella naturvårdsunionen IUCN listar den därför som livskraftig (LC).

## Namn
Fågelns vetenskapliga artnamn hedrar den engelske entomologen William Spence (1783-1860).